# جيمي باجيندام
جيمي باجيندام (مواليد 1 ديسمبر 1965) هو ملاكم كندي، مثّل بلاده في الألعاب الأولمبية الصيفية 1988.

## روابط خارجية
جيمي باجيندام على موقع أوليمبيديا (الإنجليزية)
- جيمي باجيندام على موقع اللجنة الأولمبية الكندية (الإنجليزية)
- جيمي باجيندام على موقع اتحاد ألعاب الكومنولث (مؤرشف) (الإنجليزية)